# Rete tranviaria di Erfurt
La rete tranviaria di Erfurt è la rete tranviaria che serve la città tedesca di Erfurt.

## Linee
La rete si compone di 5 linee:
- 2 P+R-Platz Messe - Europaplatz
- 3 Europaplatz - Urbicher Kreuz
- 4 Bindersleben - Ringelberg
- 5 Zoopark - Thüringenhalle
- 6 Domplatz - Wiesenhügel